# Phare du port de New London

Le phare du port de New London (en anglais : New London Harbor Light), est un phare situé sur le côté ouest du port de NewLondon dans le Comté de New London, Connecticut. Il s'agit du cinquième plus ancien phare du pays et du septième plus ancien phare américain. C'est à la fois le plus ancien et le plus haut phare du Connecticut et de Long Island Sound.
Ce phare est inscrit au Registre national des lieux historiques depuis le 29 mai 1990 sous le n° 89001470  .

## Historique
Le phare du port de New London d'origine a été construit sur le côté ouest de l'entrée du port de New London en 1760. Le Connecticut a cédé le phare aux États-Unis selon les "Memoranda of Cessions" du 7 août 1789.
Le 7 mai 1800, le Congrès a affecté des fonds pour reconstruire le phare, et il a été retiré en 1801 lors de la construction de la tour en pierre actuelle par l'architecte Abisha Woodward (en). En 1855, une lentille de Fresnel de quatrième ordre a remplacé les 11 lampes d'origine par des réflecteurs de 13 pouces (330 mm). L'éclairage a été converti en lampe à vapeur d'huile en 1909 et en acétylène en 1912. La lumière a été électrifiée en 1930. La maison du gardien actuel a été construite en 1863 et agrandie en 1900 pour accueillir les familles des gardiens mariés. La lumière a été acquise par la New London Maritime Society  en 2010, dans le cadre du programme du National Historic Lighthouse Preservation Act (en).
En plus du phare, la station comprend la maison du gardien, une petite résidence en brique de deux étages. La propriété comprenait autrefois une grange, une maison d'huile et une salle des machines ; toutes ces structures ont été supprimées.

## Description
Le phare  est une tour octogonale en grès, avec galerie et lanterne, de 27 m de haut, attachée à une maison de gardien en granit. La tour est peinte en blanc et la lanterne est noire.
Son feu isophase émet, à une hauteur focale de 27 m, une lumière blanche de 3 secondes par période de 6 secondes. Sa portée est de 17 milles nautiques (environ 41 km) pour le feu blanc et  un feu à secteurs rouge d'une portée de 14 milles nautiques (environ 22 km.

## Caractéristiques dufeu maritime
Fréquence : 6 secondes (W)
- Lumière : 3 secondes
- Obscurité : 3 secondes

Identifiant : ARLHS : USA-541 ; USCG :  1-21845 ; Admiralty : J0732 .

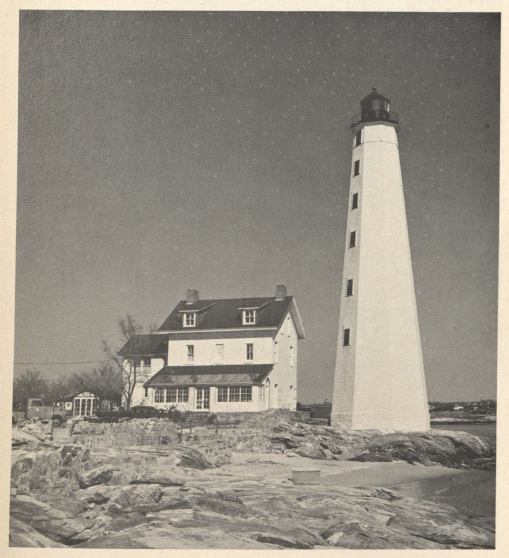
Le phare (photo USCG)
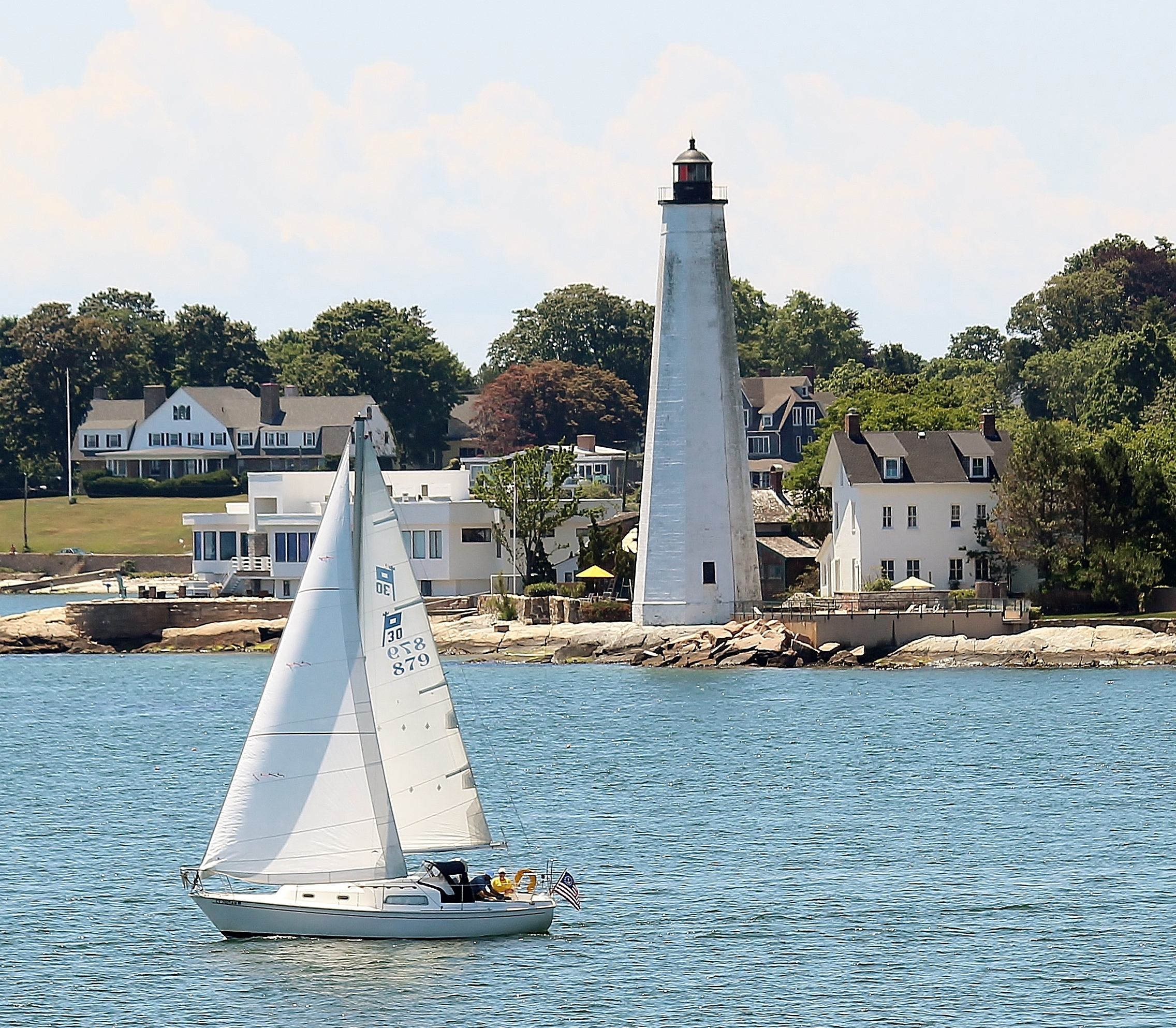
Le phare
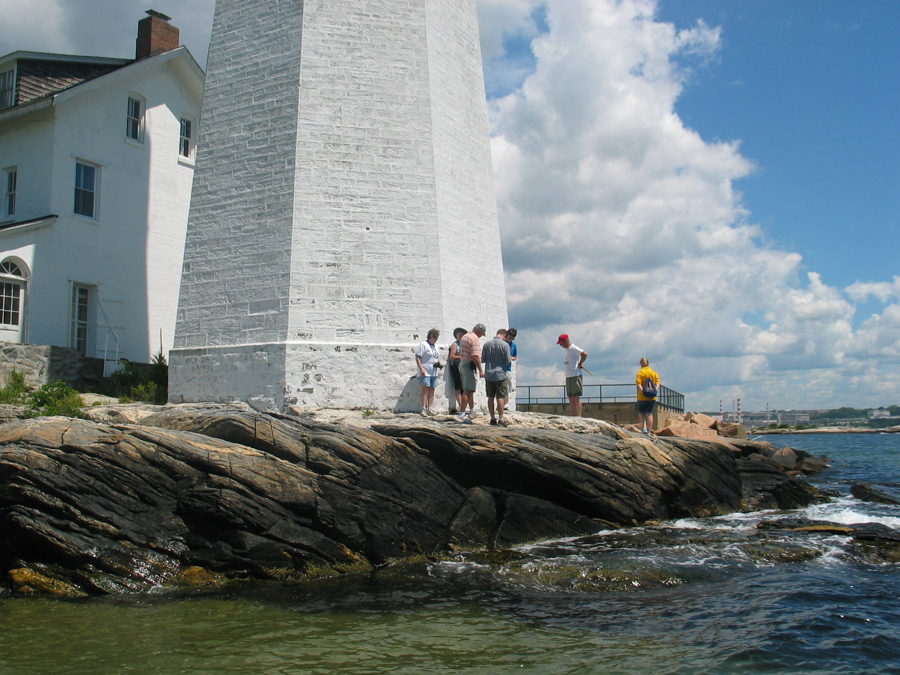
Le phare

### Lien connexe
- Liste des phares du Connecticut